# Give That Wolf a Banana
Give That Wolf a Banana è un singolo del gruppo musicale norvegese Subwoolfer, pubblicato il 10 gennaio 2022.

## Descrizione
Il 10 gennaio 2022 è stato confermato che con Give That Wolf a Banana i Subwoolfer avrebbero preso parte all'imminente edizione dell'annuale Melodi Grand Prix, il programma di selezione del rappresentante della Norvegia all'Eurovision Song Contest. Il brano è stato pubblicato in digitale il giorno stesso. Nella finale dell'evento, che si è svolta il successivo 19 febbraio, il duo ha superato tutte e tre le fasi di voto ed è stato incoronato vincitore dal pubblico, diventando di diritto i rappresentanti norvegesi a Torino.
L'11 febbraio 2022, in occasione della festa di San Valentino, è stata pubblicata una nuova versione del brano intitolata Give That Wolf a Romantic Banana.
Nel maggio successivo, dopo essersi qualificati dalla prima semifinale, i Subwoolfer si sono esibiti nella finale eurovisiva, dove si sono piazzati al 10º posto su 25 partecipanti con 182 punti totalizzati.

## Tracce
Testi e musiche di Keith, Jim e DJ Astronaut.
Download digitale
1. Give That Wolf a Banana – 2:51

Download digitale – Give That Wolf a Romantic Banana
1. Give That Wolf a Romantic Banana – 2:59

## Classifiche

### Classifiche settimanali
| Classifica (2022) | Posizione massima |
| ----------------- | ----------------- |
| Austria           | 67                |
| Grecia            | 35                |
| Irlanda           | 59                |
| Islanda           | 3                 |
| Lituania          | 10                |
| Norvegia          | 4                 |
| Paesi Bassi       | 54                |
| Regno Unito       | 47                |
| Svezia            | 13                |

### Classifiche di fine anno
| Classifica (2022) | Posizione |
| ----------------- | --------- |
| Islanda           | 42        |
| Norvegia          | 40        |